# 詹姆斯·林德
詹姆斯·林德， FRSE FRCPE（英語：James Lind，1716年10月4日—1794年7月13日），毕业于爱丁堡大学，英國皇家海军外科医生（1739年 - 1748年），皇家海军Haslar医院医师（1758年 - 1783年），是英格兰卫生学的创始人，发起利用柑桔类水果和新鲜蔬菜治疗和预防壞血病。其研究影响了预防医学和营养学在战士和水手中的发展，他还是《A Treatise of the Scurvy》的作者。
在公元前約400年的文獻資料中，希波克拉底有描述壞血病，而第一次試圖使用科學依據判斷該病的病因是一位英國皇家海軍的外科醫生詹姆斯·林德。壞血病對偏遠水手與士兵這類不易食用新鮮蔬果的人是很常見的。在1747年林德在船上做了这个实验，出現壞血病的船員，大家都吃完全相同的食物，唯一不同的药物是当时传说可以治疗坏血病的药方。有些病人每天吃两个橘子和一个柠檬，其他的人喝苹果酒、稀硫酸、醋、海水。而實驗的結論是吃柑橘水果的两人好转，其它人病情依然。後來林德在1753年出版《壞血病大全》之中發表了他的實驗。
林德的研究在當時並沒有得到重視，原因是水果能治壞血病，是因為水果含維生素C，但必須在水果新鮮下，林德的方法才有效。新鮮蔬果在當時技術所限難以保存，不能有效治療士兵的壞血病。一直至相關研究進一步深入後，林德的概念才被廣泛採納。

## 注腳
1. ↑  Lind, James. . . Wellcome Library. Edinburgh (Scotland) : Printed by Sands, Murray and Cochran, for A. Kincaid & A. Donsaldson. 1753  [2025-04-16].
2. 1 2  . The James Lind Library.   [2025-04-16] （英国英语）.